# 앨리스 해밀턴

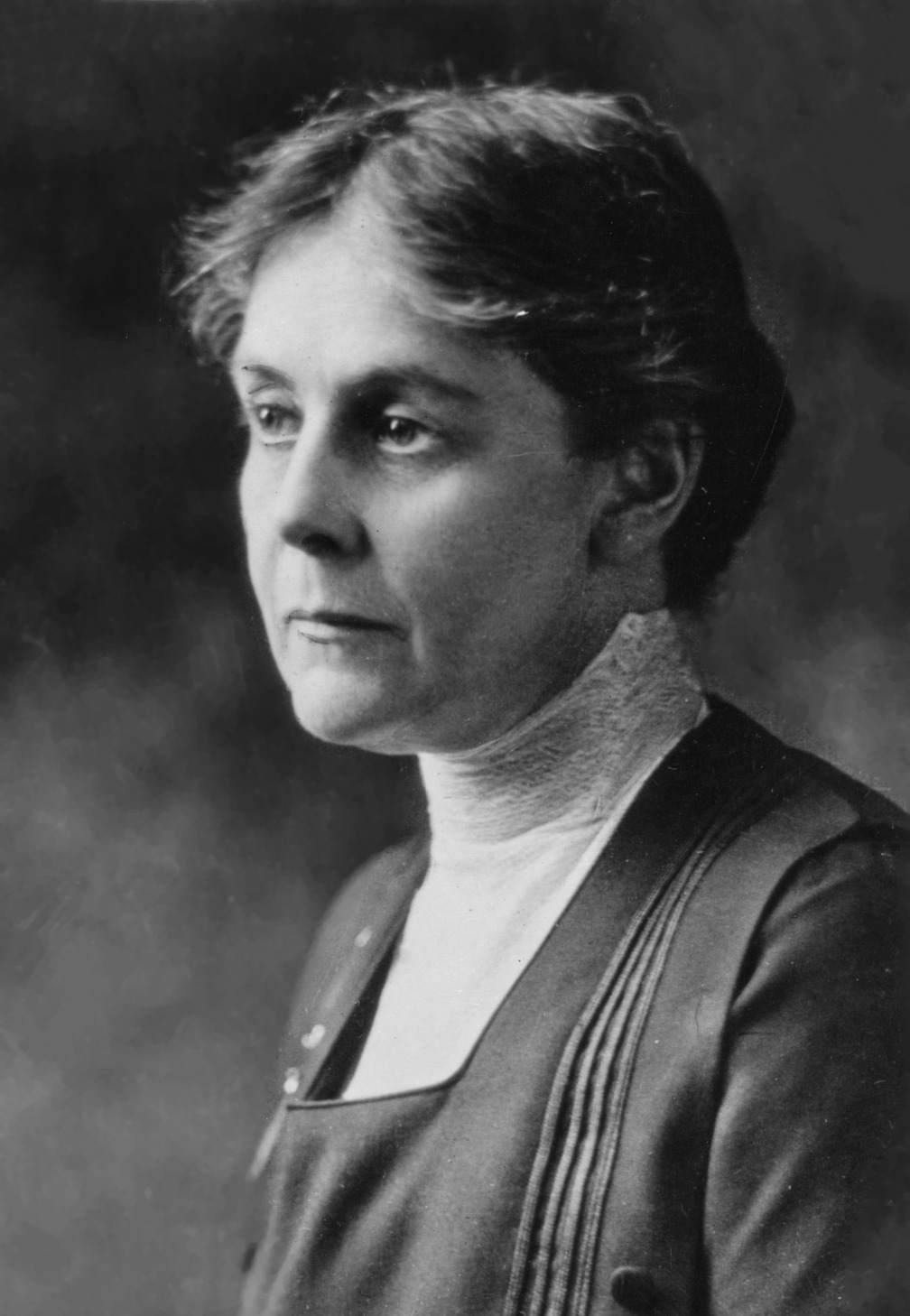

앨리스 해밀턴(Alice Hamilton, 1869년 2월 27일 – 1970년 9월 22일)은 미국의 의사, 연구 과학자, 작가였다. 산업보건 분야의 선도적인 전문가였으며 건강 및 안전 보호의 토대를 마련했으며 산업 독성학 분야의 선구자였다.
해밀턴은 미시간 대학교 의과대학에서 교육을 받았다. 1887년부터 1919년까지 시카고의 헐 하우스(Hull House)에 거주하면서 광범위한 노동자 계층 가구와 그들이 직면한 직장 생활의 위험을 접하게 되었다. 또한 1897년에 노스웨스턴 대학교 여자 의과대학의 병리학 교수가 되었다. 1919년에 하버드 대학교 교수로 임명된 최초의 여성이 되었다.
해밀턴의 과학 연구는 직업병 연구와 산업용 금속 및 화학 화합물의 위험한 영향에 중점을 두었다. 과학적 연구 외에도 해밀턴은 사회 복지 개혁가, 인도주의자, 평화 운동가였다. 앨버트 래스커 공공 봉사상을 포함하여 수많은 영예와 상을 받았다. 해밀턴의 작업은 안전 및 규제 개선으로 이어졌으며 때로는 미국 산업안전보건국의 설립으로 이어진 것으로 평가된다.